# Coca-Cola Coliseum
Das Coca-Cola Coliseum ist eine Mehrzweckhalle im Exhibition Place der kanadischen Stadt Toronto in der Provinz Ontario. Der Bau wurde 1921 fertiggestellt und am 16. Dezember des Jahres für das Publikum geöffnet. Es war das gemeinsame Bauvorhaben der Messe- und Jahrmarktveranstaltungen Canadian National Exhibition und der Royal Agricultural Winter Fair. Seit 1922 finden Veranstaltungen der Royal Agricultural Winter Fair im Coca-Cola Coliseum statt. Früher trug die Halle den Namen CNE Coliseum und Ricoh Coliseum. 2007 entstand unweit vom Coliseum das BMO Field, das größte reine Fußballstadion Kanadas.

## Geschichte
Zunächst hieß die Halle Civic Arena. Am 4. April 1922 boxte vor 11.900 Zuschauer Johnny Dundee gegen Jimmy Goodrich in der Arena. Dies war ein neuer Rekord für eine Hallensportveranstaltung in Toronto. Dies änderte sich als der Maple Leaf Gardens 1931 eröffnet wurde. Während des Zweiten Weltkrieges von 1942 bis 1945 wurde das Gebäude als Trainingsbasis der Canadian Army genutzt und war als Manning Depot bekannt. Nach dem Krieg fanden hauptsächlich die Reitturniere der Royal Agricultural Winter Fair, die Canadian National Exhibition und andere Veranstaltungen im Coliseum statt. Es diente zwischenzeitlich auch als Pferdestall. In den 1960er Jahren wurde die südliche Fassade renoviert und in schwarz und weiß verkleidet. Im Jahr 1997 wurde der National Trade Centre Exhibition Complex erbaut. Diese Baumaßnahme schloss auch neue Gebäude im Süden und Südosten des Coliseum ein. Darüber hinaus wurde die Fassadenverkleidung wieder entfernt.
Im Jahr 2003 wurde die Halle im Hinblick auf das American-Hockey-League-Team der Toronto Roadrunners umfangreich renoviert. Es wurde u. a. für eine größere Zuschauerkapazität das Dach erhöht. Die Renovierungskosten beliefen sich auf 38 Millionen CAD. Das japanische Bürokommunikationsunternehmen Ricoh wurde danach Namenssponsor der Arena. Die Roadrunners waren ein Farmteam der Edmonton Oilers. Am 1. November 2003 fand das erste Eishockeyspiel statt. Die Toronto Roadrunners trennten sich von den Rochester Americans 1:1 unentschieden. Die Roadrunners spielten aber nur eine Saison in Toronto. Nach geringem Zuschauerinteresse und einem Rechtsstreit wurde das Team nach Edmonton als Edmonton Road Runners umgesiedelt.
2005 zog dann das Farmteam der Toronto Maple Leafs, die St. John’s Maple Leafs (AHL), in das Ricoh Coliseum ein und wurde in Toronto Marlies umbenannt. Das erste Spiel der Marlies fand am 12. Oktober 2005 gegen die Syracuse Crunch vor 8.056 Zuschauern statt. Die Gastgeber siegten mit 5:2 gegen das Team aus Syracuse. Seit der Renovierung ist die Halle Austragungsort für Profi-Eishockey, darüber hinaus Konzerte, Eiskunstlaufshows, die Royal Canadian Horse Show während der Royal Agricultural Winter Fair und weitere Veranstaltungen der Canadian National Exhibition. Am 29. Januar 2007 machte das AHL All-Star Classic im Ricoh Coliseum Station.
Während der Panamerikanischen Spiele 2015 in Toronto fanden im Coliseum die Wettbewerbe im Gerätturnen, der Rhythmischen Sportgymnastik und im Trampolinturnen statt. Für diese Zeit der Spiele trug es den werbefreien Namen Toronto Coliseum.
Nach Ablauf des Vertrages mit Ricoh wurde Coca-Cola neuer Namensgeber der Halle. Dies verkündeten am 11. Juli 2018 die Maple Leaf Sports & Entertainment (MLSE) und der Getränkehersteller. Der Namenswechsel ist Teil der Partnerschaft zwischen den beiden Unternehmen und ist zunächst auf zehn Jahre ausgelegt.
Ab der Saison 2026 wird das neue Franchise der Frauen-Basketballliga Women’s National Basketball Association (WNBA), Toronto Tempo, in Toronto den Spielbetrieb aufnehmen. Als Spielstätte des ersten Teams in Kanada wurde das Coca-Cola Coliseum ausgewählt.

## Galerie

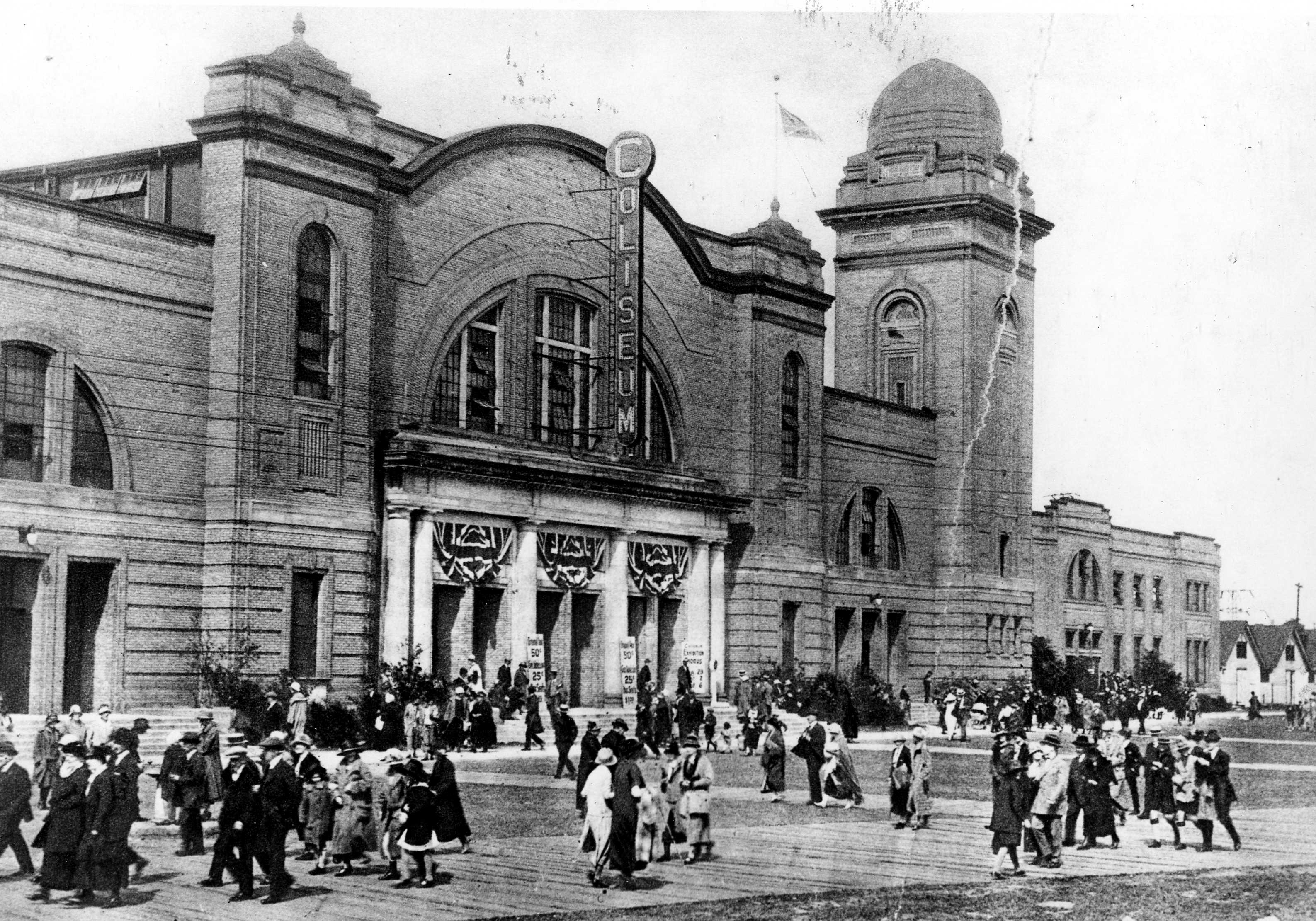
Die Fassade (1922)
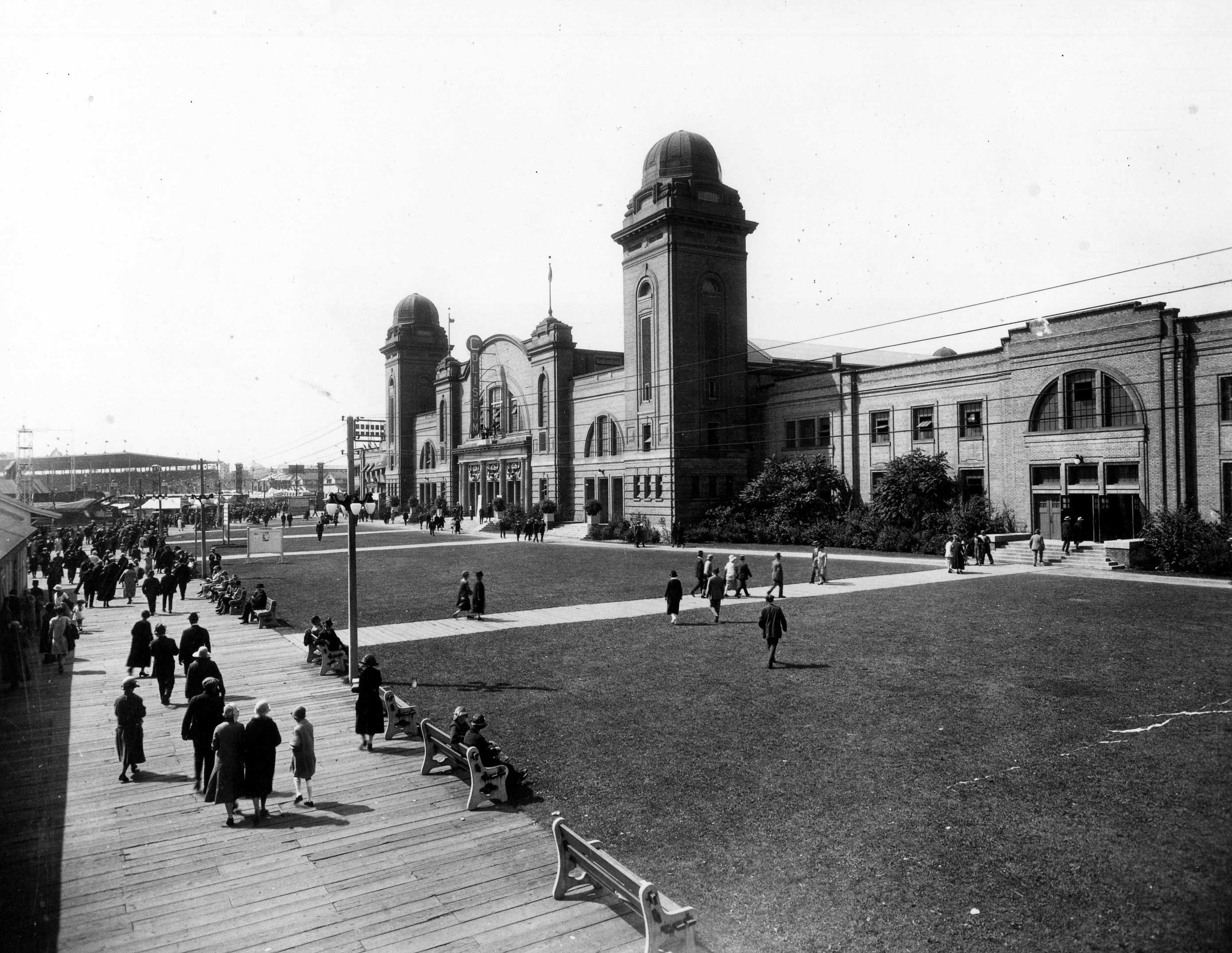
Das Coliseum (etwa 1925)
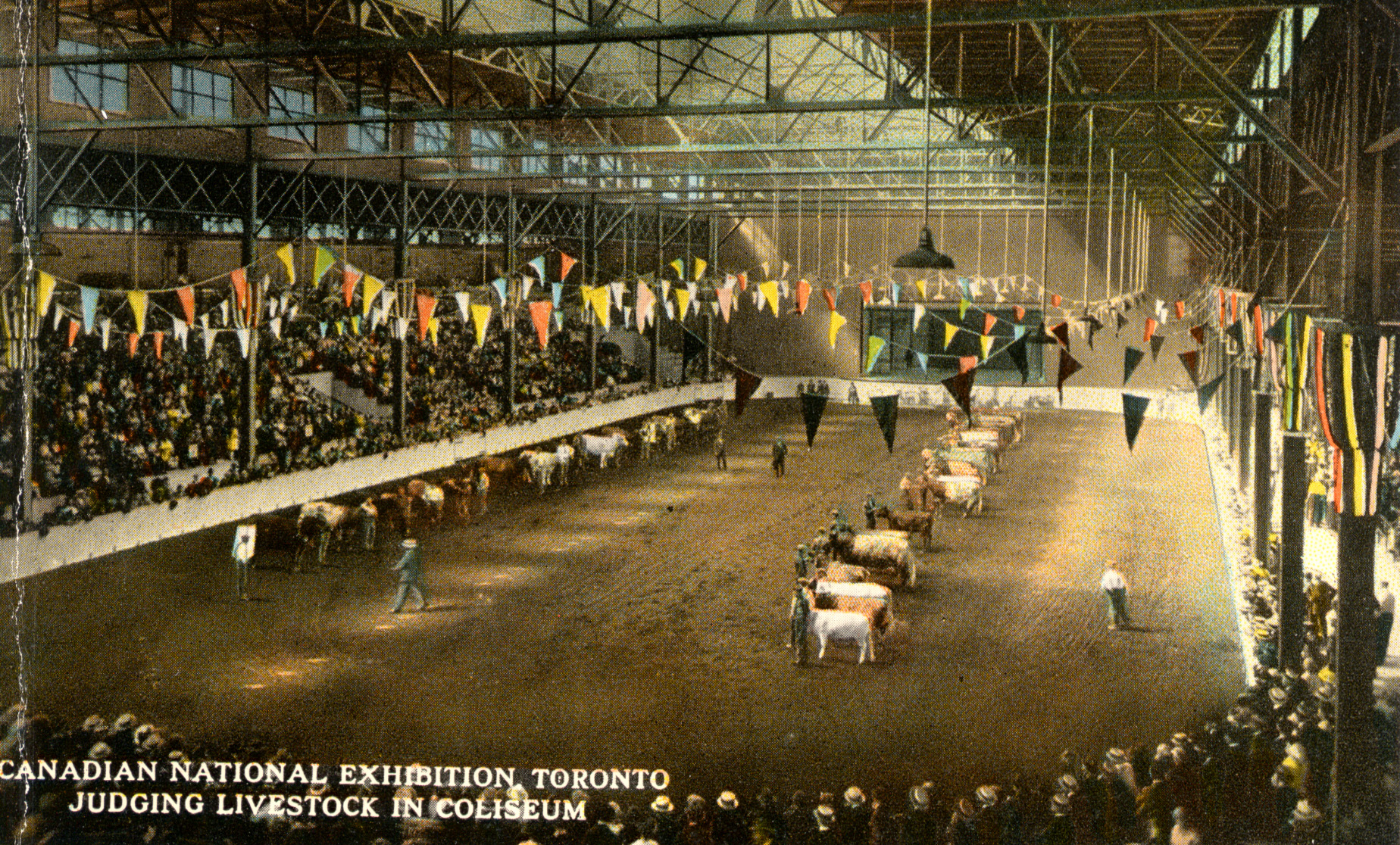
Postkarte einer Viehausstellung
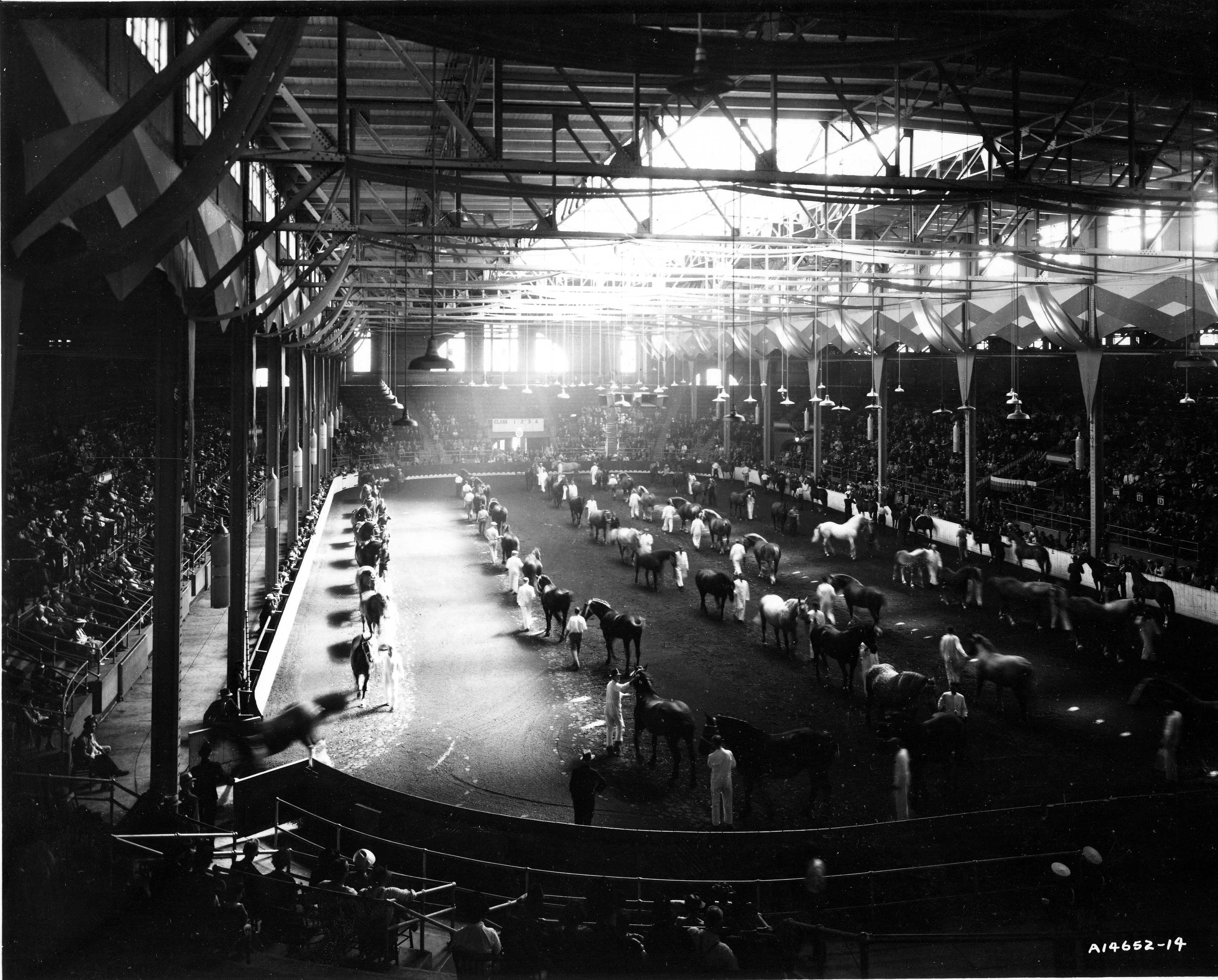
Eine Pferdeausstellung im Jahr 1940
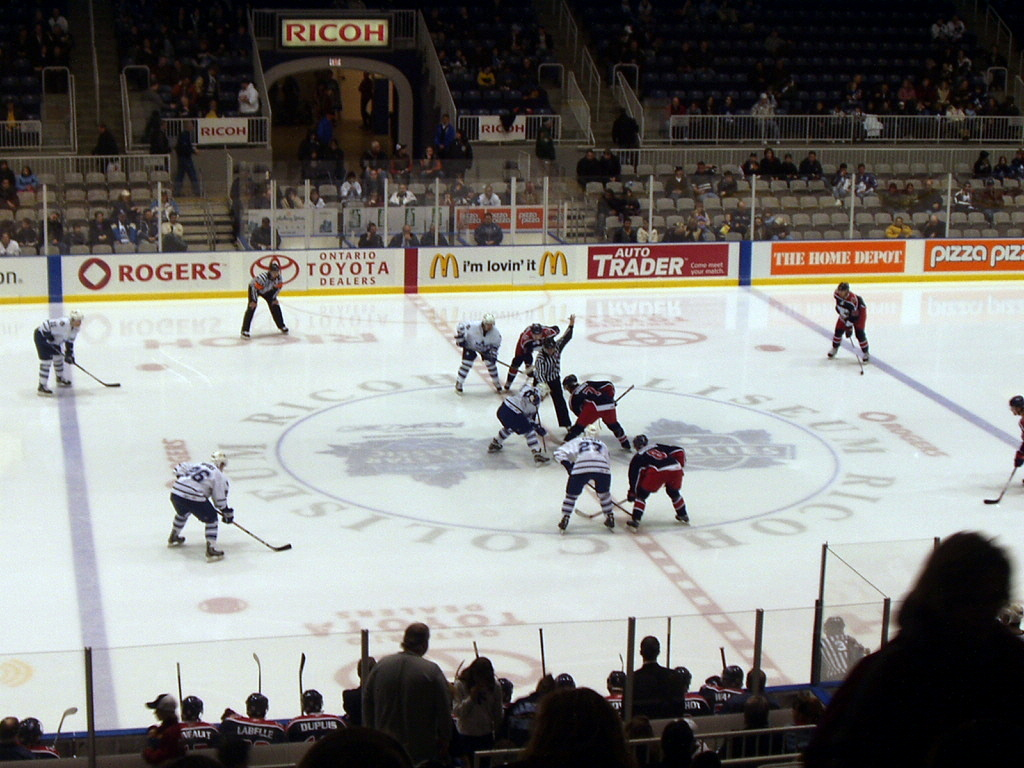
Spiel der Toronto Marlies im Coca-Cola Coliseum
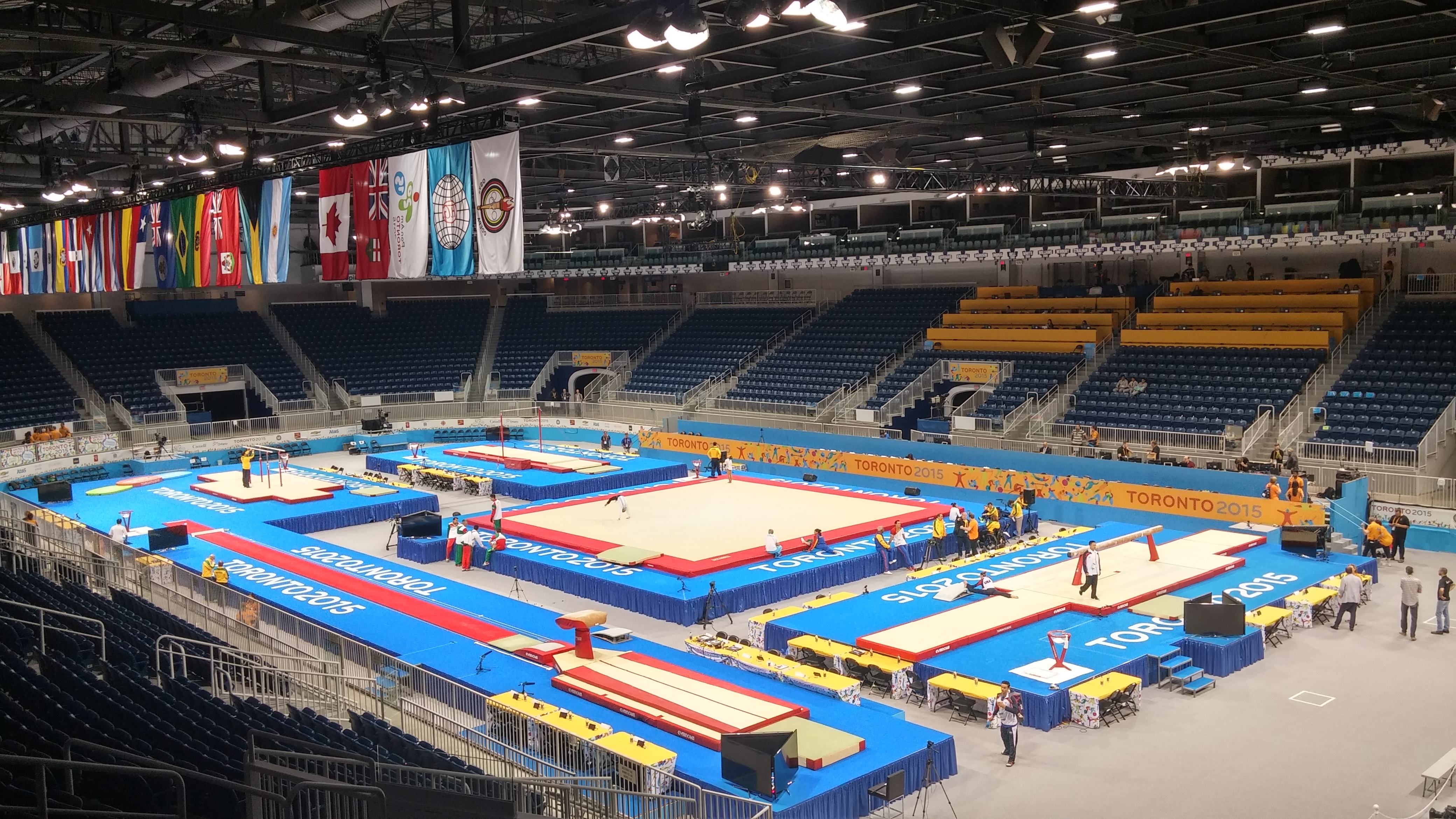
Das Coliseum während der Panamerikanischen Spiele 2015